# Coluccio Salutati
Lino Coluccio Salutati (Stignano, Buggiano, 16 de febrer de 1331 - Florència, 4 de maig de 1406) va ser un humanista i polític italià. Educat a Bolonya, es va formar a l'escola de retòrica de l'amic de Francesco Petrarca, Pietro dona Muglio, i es va convertir en canceller de Florència en 1375, poc després de la defunció de Petrarca i Giovanni Boccaccio.
La seva obra en prosa més important va ser una interpretació alegórica dels dotze treballs d'Hèrcules, que va quedar incompleta. Pot ser considerat el primer escriptor del Renaixement sobre teoria poètica i crítica literària. Malgrat que no coneixia el grec, es va preocupar per portar un bon mestre d'aquest idioma a Florència perquè ensenyés als erudits locals: l'erudit romà d'Orient Manuel Crisolores. Els alumnes de Salutati, entre ells Leonardo Bruni, es van convertir en entusiastes deixebles de Crisolores.